# Jean Burdin
Pour les articles homonymes, voir Burdin.
Jean Burdin, né en 1765 à Lyon et mort le 6 juillet 1835 à Villeneuve-le-Roi, est un médecin français.

## Biographie
Docteur en médecine à la Faculté de Paris, en 1803, Burdin était membre de l’Académie de médecine.
Proche de la société des idéologues, il est au nombre des personnalités créditées par Saint-Simon, pour avoir contribué à l’élaboration du saint-simonisme, mis, avec son confrère Charles Bougon et l’historien Conrad Engelbert Oelsner au nombre des trois personnes,,  d’où lui viennent « une grande partie des idées » qu’il a produites « pendant le cours de la longue carrière » qu’il a entreprise. C’est sous son influence qu’il a suivi les cours de physique de l’École polytechnique. Saint-Simon l’a d’ailleurs aidé financièrement dans la publication de son grand œuvre, le Cours d’études médicales en 5 volumes, publié en 1803.

## Publications

### Articles
- « Méthode du Dr Helmerich pour guérir la gale en deux jours », 1822.
- « Réflexions et observations sur la médecine pneumatique et sur les principaux moyens de traiter les affections chroniques de poitrine », Recueil de la Société de médecine de Paris, an ix, no 54.

### Ouvrages
- Cours d’études médicales, ou exposition de la structure de l’homme, Paris, chez Dupraz-Letellier, 1803, 3 tomes en 5 vol. in-8°.